# Uwielbienie (nabożeństwo)

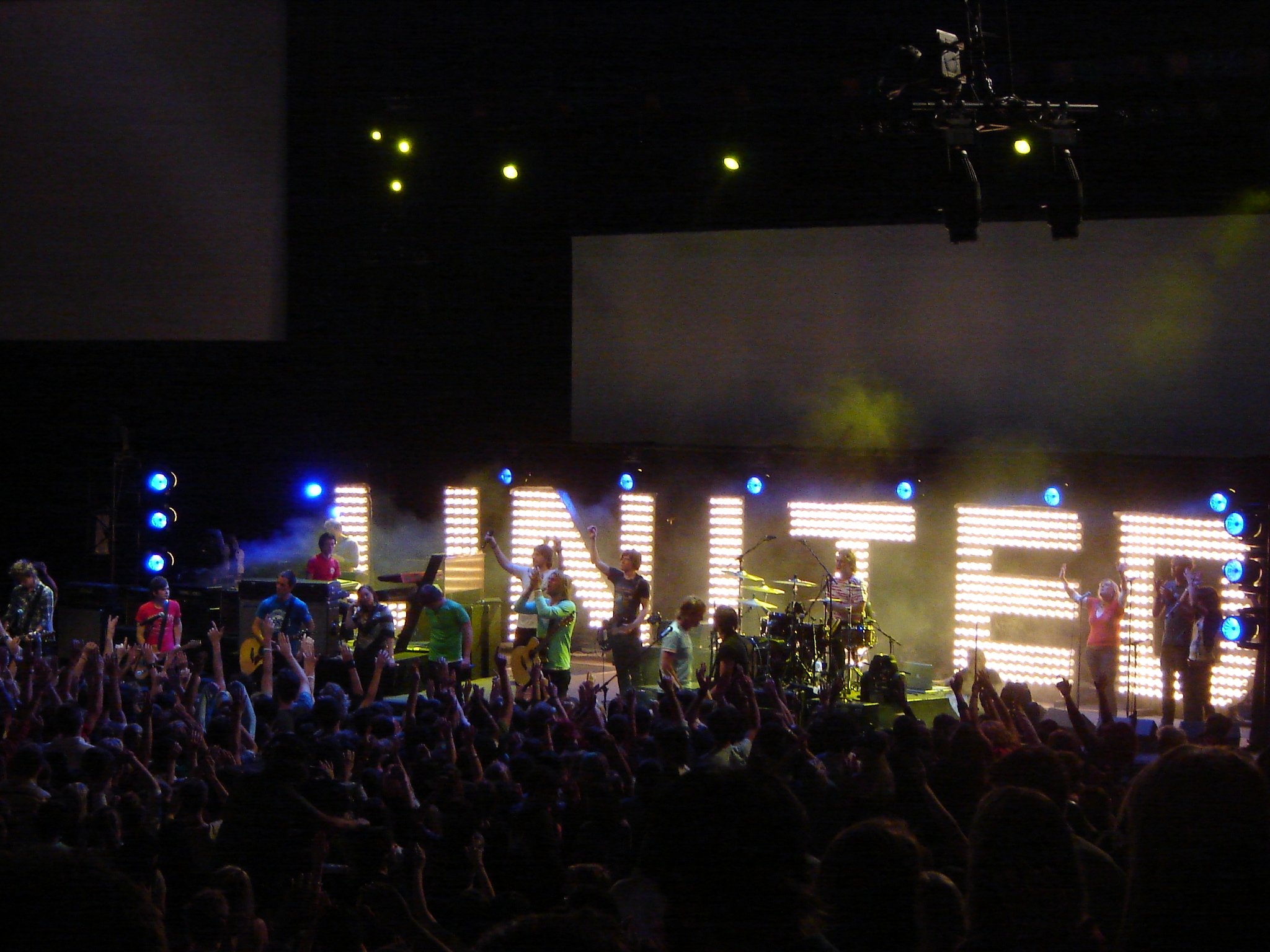
Nowoczesne uwielbienie prowadzone przez grupę Hillsong United (z australijskiego kościoła zielonoświątkowego)

Uwielbienie – w wielu ewangelikalnych kościołach protestanckich z nurtu zielonoświątkowego lub charyzmatycznego, jak również w odnowach charyzmatycznych działających w łonie niektórych kościołów tradycyjnych, terminem tym określa się jedną z dwóch części głównych nabożeństwa, obok kazania, czyli zwiastowania Słowa Bożego, bądź też oddzielne spotkania modlitewne (np. noce chwały), podczas których wierni w sposób spontaniczny wyrażają Bogu chwałę i wdzięczność poprzez modlitwy, pieśni i inne praktyki religijne. Za wzór uwielbienia stawiane są często praktyki uwielbienia opisywane w biblijnej Księdze Psalmów. Nie istnieją żadne regulacje liturgiczne dotyczące dokładnego kształtu tej części nabożeństwa (jako że ma ona się charakteryzować autentycznością osobistych przeżyć z Bogiem), jakkolwiek najczęściej spotyka się:
- śpiewanie pieśni ku czci Boga przy akompaniamencie różnych instrumentów muzycznych, np. fortepianu, gitar, perkusji,
- jednoczesne modlitwy zboru (zazwyczaj w przerwie między dwiema pieśniami wszyscy zgromadzeni zaczynają jednocześnie głośno modlić się do Boga swoimi słowami),
- modlitwy na językach (będące przejawem mówienia językami),
- uzdrowienia, wypędzanie demonów, prorokowanie,
- wkładanie rąk,
- unoszenie rąk do góry,
- klaskanie ku czci Boga,
- taniec i pląsanie dla Boga,
- wznoszenie okrzyków na chwałę Bożą,
- flagowanie.

Najczęściej uwielbienie podczas nabożeństwa prowadzone jest przez zborową grupę uwielbieniową, której przewodzi lider uwielbienia.